# Орлов, Владимир Викторович
Влади́мир Ви́кторович Орло́в (31 августа 1936, Москва — 5 августа 2014, там же) — русский писатель-прозаик и сценарист.

## Биография
В 1954—1959 годах учился на факультете журналистики МГУ. Член Союза писателей СССР с 1965 года. Профессор кафедры литературного мастерства Литературного института им. Горького. Награждён орденом «Знак Почёта». Лауреат Премии города Москвы в области литературы и искусства, Премии им. Валентина Катаева.
Жена — Лидия Орлова, писатель, журналист и историк моды. Сын — Леонид Орлов, телепродюсер. Внуки — Екатерина и Александр.
Писатель умер 5 августа 2014 года в Москве после продолжительной болезни. Похоронен на Троекуровском кладбище.

## Особенности творчества
Произведения Владимира Орлова относят к направлению «фантастического реализма», их сюжет часто строится на основе фантастического допущения, с использованием событий современной истории. Происходят фантасмагорические перемещения и приключения героев, присутствуют как реальные, так и ирреальные персонажи. Часто описывается московская реальность, проза Орлова органично сочетает в себе элементы реалистической прозы, сатирического, юмористического и условного повествования. Автор затрагивает различные нравственные и философские проблемы (такие, как предназначение человека, доминанта добра и зла).
Нередко герой прозы Орлова выполняет функции «избавителя» и «защитника», он часто является представителем интеллигенции, имеет творческую профессию. Встаёт проблема, как возникает его дар, божественной он природы или же дьявольской и как такой герой может повлиять на окружающих.
Первое произведение Орлова в духе «фантастического реализма» — «Альтист Данилов» (1980), где автор в первый раз проявил себя как последователь «фантастических повестей» М. Булгакова.

## Награды
- Орден «Знак Почёта».
- Благодарность Министра культуры Российской Федерации (14 октября 2003 года) — за многолетний плодотворный труд в области отечественной культуры и заслуги в развитии литературы[5].